# Ruta 201 Transbarca
La Ruta 201 del Sistema de transporte masivo de Barquisimeto Transbarca es una ruta alimentadora que en conjunto con otras 5 rutas abastecen el sistema. Comienza en la estación Central Simón Bolívar al oeste de la ciudad pasando por las avenidas Cementerio y las Industrias pasando por las zonas industriales I Y III termina su recorrido en la estación Varquisimeto, también al oeste de la ciudad.
En su recorrido tiene un total de 26.2 kilómetros en el recorrido en ciclo ida y vuelta. A lo largo de esta línea se dispone de 23 paradas en rutas compartidas.

## Paradas
Las paradas de la ruta alimentadora 201 no están ubicadas en canales exclusivos, sino que están ubicadas paralelas a las paradas exclusivas del sistema; el resto de las paradas están simbolizadas por una señal que indica el lugar de la parada. Los buses únicamente se detienen en dichas paradas.
- Datos: Q17629090